# Elephantulus revoili
La musaraña elefante de Somalia (Elephantulus revoili) es una especie de mamífero macroscelídeo de la familia de los  macroscelidos. Es endémica del norte de Somalia donde es conocida como Sengi. Aunque actualmente se descubrieron ejemplares también en Yibuti. Sus hábitats naturales son las zonas de arbustos secos tropicales o subtropicales y los desiertos calurosos.